# 斑點木紋龜
斑點木紋龜（學名：Rhinoclemmys rubida）是木紋龜屬下的一種龜，原産於墨西哥。